# Біла Криниця (притока Смотрича)
Біла Криниця — річка в Україні, у Городоцькому районі Хмельницької області, права притока Смотрича (басейн Дністра).

## Опис
Довжина річки приблизно 8 км. Висота витоку над рівнем моря — 314 м, висота гирла — 264 м, падіння річки — 50 м, похил річки — 6,25 м/км. Формується з 1 безіменного струмка та 1 водойми.

## Розташування
Бере початок на південно-східній околиці села Лісоводи. Тече переважно на південний схід і на північній околиці села Лісогірка впадає в річку Смотрич, ліву притоку Дністра. 
Частково тече через Городоцький ботанічний заказник. 
Річку перетинає автомобільна дорога Т 2312.